# 前腺平形吸虫
前腺平形吸虫（学名：Platynotrema jacoris）为双腔科平形属的动物。分布于大洋洲以及中国大陆的福建等地，营寄生生活，终末宿主白胸秧鸡，寄生于肝脏以及胆管。